# Valea Mare (Olt)
Valea Mare é uma comuna romena localizada no distrito de Olt, na região de Oltênia. A comuna possui uma área de  km² e sua população era de 3963 habitantes segundo o censo de 2007.